# I Know What You Did Last Summer (Scream)
I Know What You Did Last Summer es el primer episodio de la segunda temporada de la serie de terror, Scream. La serie está basada en la franquicias de películas del mismo nombre. La serie se centra en el personaje principal, Emma Duval interpretado por Willa Fitzgerald, quien vive en la pequeña ciudad de Lakewood. Ella se convierte en el centro de una serie de asesinatos ocasionado por un asesino disfrazado con una máscara al igual que Brandon James.

## Argumento
Una chica habla con su amiga Becca en el teléfono cuando oye ruidos provenientes de arriba. Ella sube para ver en busca de su gato llamado Butterscotch, encuentra la puerta del ático abierto con las escaleras bajas, sube y encuentra a su gato.
Ella confronta a Becca que de repente aparece en el ático con un cuchillo, ésta la apuñala y le dice que esta cansada de su comportamiento discriminante. Becca la empuja desde la ventana provocándole su muerte, la escena se revela ser una película proyectada en la sala de cines en la que trabaja Audrey.
Audrey recibe mensajes de alguien misterioso y espeluznante, la persona que le escribe dice ser "amigo de un amigo", indicando que la persona sabe su conexión con Piper. Noah después la llama que ya va a recogerla para la fiesta de bienvebida de Emma. Después de cerrar, Audrey se tropieza con una chica, llamada Haley, quién la reconoce como la chica que detuvo los asesinatos de Piper anteriormente. Minutos después Audrey es atacada con un cuchillo por una persona vestida con el disfraz de Brandon James, que aparentemente ataca a Haley. Noah llega pero todas las puertas están cerradas. Audrey apuñala al "Asesino" en el estómago, revelándose ser todo parte de una broma perpetrada por Haley.
Más tarde, el sheriff que reemplaza a Clark Hudson es Miguel Acosta, diciendo que el bromista sobrevivió.
Después de asesinar a su media hermana, Piper y después de pasar 3 meses recuperándose, Emma vuelve va Lakewood. Jake, Audrey, Noah, Brooke y Kieran le dan la bienvenida con una fiesta. Emma y Kieran tienen un momento a solas pero es interrumpido por Noah proponiéndole estar en su programa de radio, sin embargo ella declina su oferta.
Cuando la fiesta ya ha acabado, Audrey recibe un llamado desconocido. El nuevo asesino diciéndole que expondrá sus secretos, Audrey cuelga creyendo que no es más que otra simple broma.
Más tarde, Brooke y Jake irrumpen en la piscina de la escuela y charlan sobre ya es hora de que todos sepan sobre su relación pero no lo desea aún porque su padre lo odia por sus tácticas de chantajes, después de una pelea brooke rompe con él.
Emma se queda a dormir en la casa de Kieran, ella se "despierta" por unos ruidos de quejidos de cerdos. Ella va a investigar y encuentra a una niña metiendo sus manos en el estómago del cerdo. Ella grita pero no sin antes despertarse.
En un lugar alejado Jake pisa una trampa para osos y cae al suelo de dolor, el nuevo asesino aparece y lo golpea. De vuelta a casa, Emma y Maggie discuten...

## Desarrollo

### Producción
El 29 de julio de 2015, MTV renovó la serie para una segunda temporada. El 9 de noviembre se dio a conocer que Jill Blotevogel y Jaime Paglia dejarían su puesto como showrunners debido a «diferencias creativas», siendo remplazados por Michael Gans y Richard Register, aunque Blotevogel permanecería como consultor.
El 10 de marzo de 2016, se anunció que la segunda temporada de la serie sería estrenada el 31 de mayo de 2016, sin embargo, el 8 de abril se dio a conocer que el estreno sería el 30 de mayo.

### Casting
Para la segunda temporada, fue confirmado el regreso de Tom Maden, quien apareció de forma recurrente durante la primera temporada interpretando a Jake Fitzgerald.
El 10 de marzo de 2016, se dio a conocer que Kiana Ledé y Santiago Segura fueron contratados como parte del elenco principal, interpretando a Zoe y Gustavo Acosta, respectivamente. Ese mismo día, se dio a conocer el elenco recurrente de la serie, siendo conformado por Anthony Ruivivar como el sheriff Michael Acosta, Austin Highsmith como Karen Lang, Sean Grandillo como Eli Hudson, el primo de Kieran; Karina Logue como Tina Hudson; Mary Katherine Duhon como Haley Meyers y Parker McKenna Posey como Nisha Laing.

### Filmación
La filmación de la segunda temporada comenzó el 16 de febrero de 2016 en Nueva Orleans, Luisiana y terminó a comienzos del mes de julio.